# Canottieri Sebino
La Canottieri Sebino è una società di canottaggio fondata nel 1908 con sede a Lovere sul Lago d'Iseo; è l'unica società di canottaggio della provincia di Bergamo. 
Si dedica in primo luogo alla promozione del canottaggio, soprattutto nel settore agonistico e tra i giovani (under 18), ma anche tra gli adulti e coloro che vi si dedicano a livello amatoriale. 
La Società investe prima di tutto nella promozione dell’attività sportiva presso tutte le scuole locali, con una evidente capacità di attrarre in particolare i ragazzi più giovani (under 18) che approcciano la Canottieri in giovane età per poi continuare a frequentarla fino agli anni universitari o post - scolastici. La filosofia della Canottieri è da sempre stata quella di rendere il canottaggio sport accessibile a tutti.
Il settore agonistico rappresenta il cuore dell’attività svolta dalla Canottieri, parte imprescindibile della Società, che da sempre ha vantato una squadra agonistica in grado di competere sia a livello nazionale che internazionale con prestigiosi risultati su tutti i campi di regata. 
Nel 2016 è stata insignita della Stella d'oro al merito sportivo dal CONI.